# Erldunda
Koordinaten: 25° 11′ 57″ S, 133° 12′ 6,4″ O
Erldunda ist ein typisches Roadhouse am Kreuzungspunkt von Stuart Highway und Lasseter Highway im Northern Territory in Australien. Die Siedlung ist etwa 250 Kilometer von Alice Springs entfernt. Sie ist eine Station für Touristen auf dem Weg zum 244 Kilometer entfernten Uluṟu und zum 298 Kilometer entfernten Kata Tjuṯa. Erldunda hat eine Tankstelle, ein Restaurant, ein Motel und einen Caravanpark. Das Roadhouse wird von Touristen zum Einkaufen genutzt, weil die Kosten in Erldunda im Verhältnis zu den Kosten am Uluṟu günstig sind. Des Weiteren gibt es ein Gehege für Emus und eine Landepiste (IATA-Flughafencode EDD) für Flugzeuge.